# Maurice, Louisiana
Maurice är en kommun (town) i Vermilion Parish i Louisiana. Uppgraderingen från municipalsamhälle till kommun skedde år 2022. Vid 2020 års folkräkning hade Maurice 2 118 invånare.